# Tourist Trophy 1966
Il Tourist Trophy fu la decima prova del motomondiale 1966, nonché la 48ª edizione della prova.
Si svolse dal 28 agosto al 2 settembre 1966, in un periodo diverso dal solito a causa di scioperi dei marittimi britannici che ne avevo impedito l'effettuazione nei soliti mesi di maggio/giugno, e vi corsero tutte le classi disputate in singolo, nonché i sidecar. Gareggiarono per prime il 28 agosto la 250 e i sidecar, il 31 agosto si svolsero le gare della 350 e della 125, il 2 settembre quelle della 50 e della 500; tutte le prove si svolsero sul Circuito del Mountain.
I vincitori furono: Mike Hailwood che si impose nella classe 500 e nella 250 in sella a Honda, Giacomo Agostini nella 350 su MV Agusta, Bill Ivy in 125 su Yamaha e Ralph Bryans in 50 su Honda; l'equipaggio svizzero/britannico Fritz Scheidegger/John Robinson si impose tra i sidecar.
Anche in questa occasione, nelle prove e in gara vi furono vari incidenti di cui due mortali: decedettero Toshio Fujii, pilota della Kawasaki, e Brian Duffy; altri incidenti coinvolsero anche Derek Minter che non fu presente alla partenza e Tarquinio Provini per il quale invece fu il termine della carriera agonistica.

## Classe 500
Al Senior TT, gara conclusiva del gran premio disputata il 2 settembre, furono 80 i piloti alla partenza e 32 vennero classificati al termine della gara. Tra i piloti ritirati vi furono Jack Ahearn e Mike Duff.

### Arrivati al traguardo (prime 20 posizioni)
| Pos. | Pilota            | Moto      | Tempo      | Punti |
| ---- | ----------------- | --------- | ---------- | ----- |
| 1    | Mike Hailwood     | Honda     | 2h 11:44.8 | 8     |
| 2    | Giacomo Agostini  | MV Agusta | +2:37.8    | 6     |
| 3    | Chris Conn        | Norton    | +10:42.0   | 4     |
| 4    | John Blanchard    | Matchless | +11:13.2   | 3     |
| 5    | Ron Chandler      | Matchless | +12:35.6   | 2     |
| 6    | František Šťastný | Jawa-CZ   | +12:51.2   | 1     |
| 7    | Peter Williams    | Matchless | +13:21.0   |       |
| 8    | Jack Findlay      | Matchless | +14:09.2   |       |
| 9    | William McCosh    | Matchless | +15:51.4   |       |
| 10   | Malcolm Stanton   | Norton    | +15:55.2   |       |
| 11   | Kel Carruthers    | Norton    | +16:09.8   |       |
| 12   | Fred Stevens      | Metisse   | +18:05.2   |       |
| 13   | George Fogarty    | Matchless | +18:21.0   |       |
| 14   | Roland Capper     | Matchless | +18:51.8   |       |
| 15   | Charlie Sanby     | Norton    | +19:56.4   |       |
| 16   | Billy Andersson   | Matchless | +20:30.6   |       |
| 17   | Neville Landrebe  | Matchless | +22:02.0   |       |
| 18   | Bill Hawthorne    | Norton    | +23:30.8   |       |
| 19   | Dan Shorey        | Norton    | +23:49.8   |       |
| 20   | Dave Lloyd        | Norton    | +23:58.6   |       |

## Classe 350
Allo Junior TT furono 71 i piloti alla partenza e 38 quelli classificati al termine della corsa. Tra i ritirati vi furono Mike Hailwood, Kel Carruthers, Alberto Pagani e Heinz Rosner.
Da rilevare anche il fatto che Colin Seeley, pilota specializzato nelle motocarrozzette ottenne qui un punto in qualità di costruttore del telaio dotato di propulsore AJS che equipaggiava il sesto al traguardo.

### Arrivati al traguardo (prime 10 posizioni)
| Pos. | Pilota            | Moto       | Tempo      | Punti |
| ---- | ----------------- | ---------- | ---------- | ----- |
| 1    | Giacomo Agostini  | MV Agusta  | 2h 14:40.4 | 8     |
| 2    | Peter Williams    | AJS        |            | 6     |
| 3    | Chris Conn        | MV Agusta  |            | 4     |
| 4    | Jack Ahearn       | Norton     |            | 3     |
| 5    | František Boček   | ČZ         |            | 2     |
| 6    | John Blanchard    | Seeley-AJS |            | 1     |
| 7    | Griff Jenkins     | Norton     |            |       |
| 8    | Dave Simmonds     | Honda      |            |       |
| 9    | František Šťastný | ČZ         |            |       |
| 10   | Bill Smith        | AJS        |            |       |

## Classe 250
Nel Lightweight TT furono 66 i piloti iscritti e 16 quelli classificati al termine della prova. Tra i ritirati vi furono Alberto Pagani, Phil Read, Dave Simmonds, Bill Ivy, Tommy Robb e Mike Duff.

### Arrivati al traguardo (prime 10 posizioni)
| Pos. | Pilota              | Moto           | Tempo      | Punti |
| ---- | ------------------- | -------------- | ---------- | ----- |
| 1    | Mike Hailwood       | Honda          | 2h 13:26.0 | 8     |
| 2    | Stuart Graham       | Honda          |            | 6     |
| 3    | Peter Inchley       | Bultaco        |            | 4     |
| 4    | František Šťastný   | Jawa           |            | 3     |
| 5    | Jack Findlay        | Bultaco        |            | 2     |
| 6    | Bill Smith          | Bultaco        |            | 1     |
| 7    | Terry Grotefeld     | Padgett-Yamaha |            |       |
| 8    | Rex Butcher         | Aermacchi      |            |       |
| 9    | George Plenderleith | Honda          |            |       |
| 10   | B Richards          | Bultaco        |            |       |

## Classe 125
Nell'Ultra-Lightweight TT furono 50 i piloti alla partenza e 34 classificati al traguardo. Tra i ritirati vi furono Tommy Robb e Jack Findlay.

### Arrivati al traguardo (prime 10 posizioni)
| Pos. | Pilota        | Moto    | Tempo      | Punti |
| ---- | ------------- | ------- | ---------- | ----- |
| 1    | Bill Ivy      | Yamaha  | 1h 09:32.8 | 8     |
| 2    | Phil Read     | Yamaha  |            | 6     |
| 3    | Hugh Anderson | Suzuki  |            | 4     |
| 4    | Mike Duff     | Yamaha  |            | 3     |
| 5    | Frank Perris  | Suzuki  |            | 2     |
| 6    | Mike Hailwood | Honda   |            | 1     |
| 7    | Ralph Bryans  | Honda   |            |       |
| 8    | Luigi Taveri  | Honda   |            |       |
| 9    | Jim Curry     | Honda   |            |       |
| 10   | Kel Cass      | Bultaco |            |       |

## Classe 50
Nella gara riservata alla cilindrata minore furono 29 i piloti alla partenza e 13 risulta abbiano passato la linea del traguardo; tra i ritirati vi furono Hans-Georg Anscheidt, Barry Smith, Mitsuo Itoh, Yoshimi Katayama e Jack Findlay.

### Arrivati al traguardo
| Pos. | Pilota        | Moto   | Tempo      | Punti |
| ---- | ------------- | ------ | ---------- | ----- |
| 1    | Ralph Bryans  | Honda  | 1h 19:17.2 | 8     |
| 2    | Luigi Taveri  | Honda  |            | 6     |
| 3    | Hugh Anderson | Suzuki |            | 4     |
| 4    | Ernst Degner  | Suzuki |            | 3     |
| 5    | Brian Gleed   | Honda  |            | 2     |
| 6    | Dave Simmonds | Honda  |            | 1     |
| 7    | Les Griffiths | Honda  |            |       |
| 8    | Jim Pink      | Honda  |            |       |
| 9    | M Allen       | Honda  |            |       |
| 10   | Brian Kettle  | Honda  |            |       |
| 11   | Tommy Robb    | Suzuki |            |       |
| 12   | A Robinson    | Honda  |            |       |
| 13   | Stan Lawley   | Honda  |            |       |

## Sidecar TT
Si trattò della 94ª prova disputata per le motocarrozzette dall'istituzione del motomondiale. Disputata sulla distanza di 3 giri, furono 57 equipaggi alla partenza e 29 al traguardo. Al termine della prova i primi due equipaggi giunsero separati da meno di un secondo; tra l'altro Scheidegger venne in un primo tempo squalificato per irregolarità tecniche ma venne riabilitato pochi mesi dopo.
Fu questa anche l'ultima volta in cui gareggiarono le motocarrozzette in questa stagione.

### Arrivati al traguardo (posizioni a punti)
| Pos | Pilota            | Passeggero       | Moto | Tempo      | Punti |
| --- | ----------------- | ---------------- | ---- | ---------- | ----- |
| 1   | Fritz Scheidegger | John Robinson    | BMW  | 1h 14:50.0 | 8     |
| 2   | Max Deubel        | Emil Hörner      | BMW  | + 0" 8     | 6     |
| 3   | Georg Auerbacher  | Wolfgang Kalauch | BMW  |            | 4     |
| 4   | Klaus Enders      | Ralf Engelhardt  | BMW  |            | 3     |
| 5   | Colin Seeley      | Wally Rawlings   | BMW  |            | 2     |
| 6   | Barry Dungsworth  | Neil Caddow      | BMW  |            | 1     |